# عبد الرحمن المريخي
عبد الرحمن بن علي المريخي المولود في عام 1372هـ بمحافظة الأحساء من أبرز مؤسسي المسرح بالأحساء وعضو مؤسس لجمعية الثقافة والفنون عندما كان اسمها نادي الفنون الشعبية.
حصل على دبلوم اللغة العربية من كلية المعلمين بالإحساء عام 1406هـ ومارس الكتابة الشعرية وله ديوان مطبوع بعنوان العشق يتوهج ثلاثيا ومارس الكتابة الصحفية عبر جريدة اليوم السعودية ونشر له العديد من الكتابات النقدية ويعتبر المريخي من أحد رواد مسرح الطفل بالمملكة والخليج وذلك بمسرحية ليلة النافلة والتي ألفها وأخرجها عام 1396هـ

## أعماله الفنية
أعمالا كثيرة تأليفا وإخراجا ومنها على سبيل المثال:
- مسرحية سوق الحمير
- مسرحية قرية اسمها السلام
- مسرحية نصر البواكير مسرحية يوميات بنّاي
- مسرحية الحل المفقود
- مسرحية ابن آدم قادم
- مسرحية حكاية ما جرى
- مسرحية رسائل الشرقي وأيامه
- مسرحية لص فوق العادة
- وغيرها الكثير مما يدل على مساهمة المريخي في إبراز الحركة المسرحية المحلية وأيضا إبرازه لعدد من المسرحيين المبدعين أمثال عبد الله التركي ويوسف الخميس وعلي الغوينم وسامي الجمعان وناصر الصالح ونوح الجمعان وغيرهم.

## بداية رياضية
ولم تكن بداية أبي منذر فنية كما يعتقد الكثير بل كانت رياضية ثم فنون تشكيلية حيث كان " " لاعبا بارزا في فريق الأخوة أحد أشهر فرق الحواري بالإحساء في مطلع التسعينيات الهجرية ثم أصبح تشكيليا بارعا ومنها تحول إلى عالم المسرح ليصبح بعدها من أبرز المسرحيين في العالم العربي وقد تم تكريمه ضمن الرواد المسرحيين الخليجيين في مملكة البحرين عام 1995م كما كرم في الأحساء في نفس العام وأيضا كرّم في المهرجان المسرحي بالجنادرية 20 واستضافه منتدى صالح بوحنية في أمسية تكريمية ثقافية شارك فيها العديد من المثقفين والمسرحيين والإعلاميين قبيل سفره بأيام لرحلة العلاج في ألمانيا وكان " " متواضعا لدرجة تصل إلى جلوسه بجانب الأطفال خلال العروض المسرحية متحليا بابتسامته المشرقة التي لم تغب عن محياه إلا بعد وفاته" " وكان دائما يشد من أزر الشباب المبتدئين ويتعامل معهم دون أن يشعرهم بخبرته الكبيرة أو يشعرهم بمستواه الثقافي الرفيع

## الجوائز
- حصل على الجائزة الأولى بمهرجان الرياض المسرحي الثاني عام 1397هـ
- حصل على الجائزة الأولى للتأليف المسرحي عام 1399هـ مهرجان الرياض الثالث عن مسرحية نصر البواكير
- حصل على المركز الأول ضمن مسابقة رعاية الشباب على مستوى المملكة عام 1403هـ بمسرحية ابن آدم قادم
- حصل على الجائزة الأولى ضمن مسابقة رعاية الشباب للنصوص المسرحية عام 1412هـ عن مسرحية حكاية ما جرى.
- حصل على الجائزة الأولى لأفضل نص مسرحي بمهرجان الجنادرية 1424هـ عن مسرحية الهطق.

## تكريمة ومساهمته
- تم تكريمه في المهرجان المسرحي الرابع لدول الخليج العربي بالبحرين عام 1415هـ.
- أغلب أعماله تهتم بالموروث الشعبي لإيجاد هوية لمسرح محلي مميز ووضف المسرح الملحمي في مسرح الطفل من خلال مسرحية الحل المفقود
- له مساهمات فعالة في تنشيط المسرح المدرسي وإجاز ثلاث دورات مسرحية.
- مشارك في العديد من المؤتمرات والمهرجانات العربية.
- عضو جمعية الثقافة والفنون بالأحساء وتسلم إدارتها عام 1420هـ وحتى وافته المنية

## لحظة النهاية
بدأ صراعه مع المرض حوالي 1424هـ حيث أصيب بتغير كبير في جسمه إلى أن وافته المنية في يوم الخميس 6/11/1426 هـ وووري جثمانه في مقبرة الصالحية بالإحساء.

## المرجع
جريدة اليوم الالكترونية
http://www.alyaum.com/issue/article.php?IN=11884&I=343728&G=1